# Песня Сэма
«Пе́сня Сэ́ма» (англ. Sam's Song) — фильм американского режиссёра Джордана Леондопулоса, снятый в США в 1969 году. В роли Сэма Николетти — Роберт Де Ниро.

## История создания и использования видеоматериалов
Первоначальный сюжетный план Джордана Леондопулоса был таков. Сэм Николетти (Де Ниро) — небогатый, начинающий режиссёр документального кино, снимающий фильм о Никсоне. Со своим товарищем по колледжу Андрю (Дж. Мики), его женой Эрикой (Уоррен) и ещё несколькими богатыми молодыми людьми он отправляется на яхте, чтобы провести выходные на Лонг-Айленде. Первое время он с воодушевлением общается с блестящей, на первый взгляд, компанией, и даже заводит романтические отношения с красавицей Кэрол (Т. Кроуфорд). Однако уже вскоре Сэм всё более и более разочаровывается во взаимоотношениях и нравах его новых знакомых.
В картине были заняты непрофессиональные или начинающие актёры, она не имела проработанного сценария. Минимальный бюджет не позволил завершить съёмки и фильм в прокат не вышел. Но даже небольшой отснятый материал биограф Де Ниро Дуган Энди назовёт занудливой, претенциозной драмой, а кинокритик Эндрю Виклифф разочаровывающим недоделанным фильмом.
К концу 1970-х, после успеха фильмов «Таксист» и «Охотник на оленей» Роберт Де Ниро становится чрезвычайно популярным актёром. Имея возможность официально разместить его лицо на обложке VHS, можно было продать любую кинопродукцию. В 1979 году компания Cannon Films (по другим данным — Westron Home Video) разыскивает и выкупает все права на наработанный материал с молодым Де Ниро. Приглашённый Джордан Леондопулос под псевдонимом Джон Шейд монтирует старые кадры в совершенно новый фильм, вводит иных персонажей, снимает дополнительные сцены и под названием «The Swap» (рус. Сделка) в 1979 году выпускает его на рынок с рекламой Де Ниро в главной роли.
Сюжет получил совершенно иную трактовку. Сэм Николетти (Де Ниро) — режиссёр порно-фильмов. Упомянутая выше прогулка на яхте была предпринята компанией для очередных съёмок. Всё это кто-то из приглашённых снимал на камеру. Позже Сэм был убит при неизвестных обстоятельствах. Бежавший из тюрьмы после двенадцатилетнего заключения брат Сэма — Вито Николетти (А. Чарнота) хочет найти убийц и отомстить им. Он регулярно просматривает кадры старой хроники (здесь были использованы материалы 1969 года), вглядываясь в лица гостей и пытаясь распознать будущего убийцу брата.

## Дополнительная информация
- В 1981 году фильм вновь сменит название. На видеокассетах его будут продавать как «Line of Fire» (рус. На линии огня). Дуган Энди в своей книге «Неприступный Роберт Де Ниро» назовёт весь этот проект поделкой, в которой самый снисходительный человек не найдёт ни малейших побуждений, имеющих хоть какое-то отношение к добру[3].
- Роберт Де Ниро был взбешён, когда узнал о факте состоявшейся сделки по покупке компанией «Cannon Films» прав на «Песню Сэма» и способах их дальнейшего использования[6].